# Leila Cordeiro
Leila Cordeiro (Salvador, 5 de diciembre de 1956) es una periodista brasileña.

## Carrera profesional

### Comienzo y consagración
Nacida en Bahía, comenzó su carrera en TV Aratu, en Salvador, en 1974. Ingresó a TV Globo en 1977, trabajando como reportera y, a fines de 1986, tomó el relevo de Leilane Neubarth en el Jornal da Globo, compartiendo el banquillo con su esposo, Eliakim Araújo, fallecido en 2016.
En mayo de 1989, asumió la presentación del Jornal Hoje, junto a Márcia Peltier, pero el emprendimiento duró poco y la periodista decidió cambiar el rumbo de su carrera. En julio de 1989, ella y su esposo dejaron Globo y fueron para Rede Manchete, presentando Jornal da Manchete. Por invitación de Silvio Santos, la pareja se mudó a São Paulo, en 1993, para formar parte del equipo de periodismo de SBT; en esta emisora presentaron Aqui Agora y Jornal do SBT (este último en sustitución de Lilian Witte Fibe, que había dejado la emisora). Cuatro años después, en 1997, la pareja decidió mudarse a Estados Unidos, donde presentó el Jornal do SBT/CBS Telenotícias durante tres años.
La periodista también es artista y ha publicado dos libros de poesía: "Pedaços de Mim" (Pedazos de Mí), 1990, y "De Mala e Vida na Mão" (De Maleta y Vida en la Mano), 1995.

### Pareja 20
Junto a su esposo, fue la inspiración de una imagen humorística de la extinta TV Pirata, programa de TV Globo: Casal Telejornal, que retrató la relación de la llamada "pareja 20" del periodismo, como siempre trabajaron juntos.
Actualmente, vive con su familia en el estado de Florida, EE. UU., y desarrolla actividades profesionales en Internet, en los sitios "Conexão América" y "Direto da Redação", involucrada con las televisiones comunitarias locales.